# Mithras nautes
Mithras nautes is een vlinder uit de familie van de Lycaenidae. De wetenschappelijke naam van de soort werd als Papilio nautes in 1779 gepubliceerd door Pieter Cramer.